# Установленная мощность
Установленная мощность — суммарная номинальная электрическая мощность однотипных электрических машин. Термин применяется для оценки генерируемой или потребляемой мощности электрических систем как отдельных организаций и предприятий, так и отраслей и географических регионов в целом. За номинальную мощность может приниматься либо номинальная активная мощность, выражаемая в ваттах, либо номинальная полная мощность, выражаемая в вольт-амперах.
В энергетике установленной мощностью электроустановки также называется наибольшая активная электрическая мощность, с которой электроустановка может длительно работать без перегрузки в соответствии с технической документацией на оборудование.